# Druzi
Druzi (arabsko درزي, 'durūz'; دروز, 'duruzī') so bližnjevzhodna verska skupnost, ki živi predvsem v Libanonu, Izraelu, na Golanski planoti in v Jordaniji, izseljenske skupnosti pa živijo tudi v ZDA, Kanadi, Latinski Ameriki, Avstraliji in Evropi. Njihov jezik je arabščina, družbeni vzorec je zelo podoben arabskemu, večji del se jih tudi ima za Arabce, nekateri, zlasti tisti iz Izraela, pa temu nasprotujejo. Čeprav Druzi trdijo, da je njihova religija islam, jih preostali bližnjevzhodni muslimani nimajo za muslimane. Druzi sami sebi pravijo Ahl al-Tahvid, kar pomeni »ljudje monoteizma«. Izvor imena Druzi ni jasen, po eni teoriji naj bi izhajal iz imena njihovega preroka Mohameda al-Darazija, ki med samimi Druzi danes velja za heretika, po drugi teoriji pa iz besede daraza, ki pomeni »študirati, preučevati (sveta besedila)«.

## Zgodovina
Vera se je v 10. stoletju razvila iz ismailskega islama, filozofskega gibanja iz fatimidskega kalifata. Namesto reforme islama si prizadevajo ustvariti novo vero z vplivi grške filozofije, gnosticizma in krščanstva. Glavni figuri sta bila Tarik al-Hakim, bolj znan kot al Hakim), ki se je razglasil za boga, in Hamza ibn-Ali ibn-Ahmad, glavni arhitekt gibanja. Ortodoksni muslimani so Hakima obtožili apostazije. Znan je bil po nasilju in pod svojo vladavino preganjal verske manjšine (med drugimi tudi kristjane), leta 1010 je razdejal tudi jeruzalemsko baziliko Božjega groba.
Po Hakimovi smrti leta 1021 so Druze zaradi vere v Hakima kot inkarnacijo boga preganjali muslimani in Druzi so se poslužili takije – navzven so se pretvarjali, da so prevzeli vero ljudstev, med katerimi so živeli, naskrivaj pa so obdržali dotedanje verovanje in tezo, da je Hakim le izginil in da se bo vrnil na zadnji dan.
V zgodovini Bližnjega vzhoda so igrali vidno vlogo. Večinoma so bili raztreseni po gorovju Libanon in Džabal al-Duruz (gora Druzov) v današnji Siriji. Pomembno vlogo so igrali tudi med libanonsko državljansko vojno. Njihova milica pod vodstvom Valida Džumblata je bila verjetno najmočnejša med vsemi milicami in se pretežno borila proti maronitskim falangistom. Njihovo oporišče je bil Chouf v pogorju Libanon.

## Vera
Druzi so le majhen del svoje vere razkrili ostalim (od šiitov prevzeta takija). Zaradi večstoletnega preganjanja medse ne sprejemajo spreobrnjencev, ravno tako ne priznavajo spreobrnitve Druzov v druge vere. Vera jim prepoveduje vladanje, zato so v splošnem lojalni oblastem in zakonom države, kjer živijo.
Druzi verujejo v enotnost boga in so monoteisti, kar označuje tudi njihov izraz za njih same: Ahl al-Tavhid (ljudje monoteizma). Teologija temelji na neoplatonističnem pogledu vzajemnega delovanja boga in narave, prek nastajanja,kar spominja na gnostične in ezoterične sekte. V nasprotju z nekaterimi teorijami na vero ni vplival sufizem.
Načela druzovske vere so varovanje jezika poštenja), brata, spoštovanje starejših, pomoč drugim, varovanje domovine in vera v boga. Vneto tudi verujejo, da se člani skupnosti vedno reinkarnirajo v človeka. Izogibajo se poligamiji, kajenju tobaka, alkoholu in svinjini. Prepovedane so tudi poroke s pripadniki drugih verstev, vendar imajo vse naštete prepovedi dandanes vedno manjši pomen.
Druzi verujejo tudi v pet kozmičnih načel, ki jih simbolizirajo barve njihove zastave: inteligenca (zelena), duša (rdeča), beseda (rumena), preteklost (modra) in obsežnost (bela). Naštete nravi so poosebljene v več ljudeh, npr. Adamu.
Jezus, Mohamed in preroki Stare zaveze veljajo za prave preroke. Verujejo tudi v modrost klasičnih grških filozofov (npr. Platon) in vrsto svojih modrecev, ki so v 11. stoletju utemeljili vero. Individualne molitve (ki je znana npr. v islamu) ne poznajo.
Druzi se delijo v dve skupini. Notranja skupina ukal («tisti, ki vedo«) običajno obsega 10 do 20 % vseh Druzov in po navadi oblikuje druzovsko politično in vojaško oblast. Moški iz te skupine si puščajo brke, brijejo brade ter nosijo temna oblačila in bele klobuke. Zunanja skupina se imenuje džuhal («nevedni«) in zadovoljuje materialne potrebe ukalov. Približno petdesetina ukalov lahko pridobi status adžavid, ki ima posebno besedo v kulturnih in verskih zadevah.
Druzovska sveta knjiga se imenuje Hikma («knjiga modrosti«), kjer se pojavlja skrivnostno bitje al-Muktana. Ker vsaj pri verskih obredih zavračajo materializem, so njihove molilnice opremljene skromno, molitve so običajno diskretne in potekajo znotraj družinskega kroga ali med prijatelji. Verske dostojanstvenike spoštujejo zaradi modrosti in načina življenja. Adžavidi živijo skromno, verske hierarhije je malo, tudi šejk al-akel ima bolj politično kot versko vlogo.
Ženske so v vseh pogledih enakovredne moškim, za sprejem v ukal so duhovno celo primernejše od njih. Po svoji želji lahko v javnosti in pred verskimi dostojanstveniki nosijo mandil, tj. prozoren pajčolan.
Zaradi različnih govoric in zgodovinskega navideznega prestopanja v druga verstva (da bi se izognili preganjanju), se še danes pojavljajo nasprotujoče si zapisi o Druzih. Tako ni čisto jasno, ali se med ramadanom postijo tako kot preostali muslimani ali pa so se z navideznim postom le obvarovali pred muslimanskimi preganjanji. Ortodoksnejši Druzi trdijo, da velja slednje in da se verski dostojanstveniki postijo na drugačen način.

## Druzi danes
V Libanonu, Siriji in Izraelu so Druzi uradno priznani kot ločena verska skupnost s svojim versko sodnim sistemom. Njihov simbol je zastava s petimi barvami: zeleno, rdečo, rumeno, modro in belo, ki simbolizirajo pet verskih načel. Simbol je lahko tudi peterokraka zvezda, zato ima število 5 zanje poseben pomen.
V Izraelu imajo volilno pravico in se po navadi izrekajo za izraelske državljane. Precej se jih izreka tudi za Arabce, vendar se nikoli ne enačijo s Palestinci. Na Golanski planoti se jih večina izreka za Sirce in zavračajo izraelsko državljanstvo. Nekateri izraelski Druzi se pritožujejo, da njihove vasi dobivajo manj podpore kot judovske naselbine.
Izraelski Druzi služijo v izraelski vojski – od leta 1948 prostovoljno, od leta 1956 dalje pa je vojaški rok obvezen z enakimi pravicami in dolžnostmi, kot veljajo za Jude. Študenti religije so največkrat oproščeni vojaščine, ugovor vesti pa se lahko konča z zaporno kaznijo.
V Libanonu jih živi okoli 400.000 (7 % prebivalstva), v Izraelu predstavljajo 0,9 % delež, na Golanski planoti pa s 17.000 približno polovičnega.

## Pomembnejši Druzi
Fakhr al-Din II. (ali Fakhredin II.) je v 16. stoletju vladal območju, ki ga sestavljajo današnji Libanon ter deli Sirije, Izraela in Turčije. Kamal Džumblat je bil mislec, filozof in ustanovitelj Libanonske napredne socialistične stranke. Njegov sin Valid Džumblat je med državljansko vojno vodil druzovsko milico in je danes pomembna osebnost libanonske politike. Salah Tarif, nekdanji stotnik padalskih in tankovskih enot izraelske vojske, je član kneseta od leta 1992, v tem času je bil namestnik predsednika parlamenta, namestnik notranjega ministrstva, leta 2001 ga je Ariel Šaron imenoval tudi za ministra brez listnice. Ajub Kara je poslanec Likuda v knesetu, polkovnik Imad Fares je bil v obdobju 2001–2003 odlikovan poveljnik brigade Givati, Azama Azama je Egipt obsodil vohunjenja za Izrael in ga izpustil šele leta 2004 po 8 letih zaporne kazni.
Radijski napovedovalec Casey Kasem, rojen kot Kamal Amin Kasem, je verjetno najbolj znan od približno 20.000 Druzov v ZDA.